# 长崎卫斯理公会短期大学
长崎卫斯理公会短期大学（日语：／ Nagasaki Wesleyan Tanki Daigaku *）是过去一所位于日本长崎县谏早市的私立短期大学。

## 概要

### 简介
- 学校最早可以追溯到1881年即加伯利英和学校的创立、短期大学为于1966年开办[1][2]。由学校法人镇西学院经营、来教育的基础是新教。招生到2001年、停办于2003年[3]。招収了男女学生。

### 历史
- 1966年 镇西学院短期大学成立并同时设置英语科。
- 1967年 教养科成立。
- 1980年 改校名为长崎卫斯理公会短期大学[2][3]。
- 2001年 最后一年招生、次年停止招生（正式停办于2003年5月30日[3]）。

## 学校环境
- 校区：在了长崎县谏早市[注 1]

## 历任校长
- 鲛岛盛隆：第一代短期大学校长[4]

## 组织

### 学科
- 英语科
- 教养科

### 专科
| - 没有 |

### 业余课程
| - 没有 |

## 知名校友
- 玉城千春：Kiroro

## 相关链接
- 日本短期大学列表